# Agarwood

L'agarwood, conosciuto anche come oud, oodh o semplicemente agar è il durame resinoso che si forma negli alberi di Aquilaria e Gyrinops (sempreverdi del Sudest asiatico appartenenti alle Thymelaeaceae) quando vengono infettati da un particolare tipo di muffa. A causa d'essa, l'albero produce una resina aromatica scura che si addensa e si incorpora nel durame. La resina incorporata nel legno è comunemente chiamata gaharu, jinko, aloeswood, agarwood, oppure oud ed è apprezzata in diverse culture per il suo profumo caratteristico, e viene usata per produrre incenso e fragranze.
Una delle principali ragioni per la rarità e il costo elevato dell'agarwood è la riduzione delle risorse naturali per produrre l'oud.